# Карадаря
Карадаря̀ (на киргизки: Кара-Дарыя; на узбекски: Qoradaryo, Қорадарё; на руски: Карадарья) е река в Киргизстан (Ошка и Джалалабадска област) и Узбекистан (Андижанска и Наманганска област), лява съставяща на река Сърдаря. Дължина от сливането на двете съставящи я реки Тар (лява съставяща) и Каракулджа (дясна съставяща) – 180 km, дължина с Тар – 318 km. Площ на водосборния басейн – 30 100 km².
Река Карадаря се образува на територията на Ошка област в Киргистан, при село Кенеш, на 1140 m н.в., от сливането на двете съставящи я реки Тар (лява съставяща, 138 km) и Каракулджа (дясна съставяща, 104 km), водещи началото си съответно от Алайския и Ферганския хребети. До излизането си от планините източно от узбекския град Ханабад е типична планинска река, след което навлиза във Ферганската котловина, където течението ѝ се успокоява и водите ѝ се отклоняват за напояване. При село Катартут (Андижанска област), на 403 m н.в. се съединява с идващата отдясно река Нарин и двете заедно дават началото на голямата средноазиатска река Сърдаря.
Основни притоци: Куршаб (ляв); Яси, Кьогарт, Кара-Ункюр (десни). Има предимно снежно-ледниково подхранване. Среден годишен отток при изхода си от планините (на 140 km от устието) – 121 m³/sec. Максимален отток – през юни, минимален – през зимата. Северно от град Андижан, в района на селището Куйганяр, е изградена Куйганярската преградна стена, преди която наляво от реката се отклонява Големият Фергански напоителен канал, който осигурява вода за обширни земеделски райони във Ферганската котловина. Малко преди излизането ѝ от планините, източно от град Ханабад, е изградено Андижанското водохранилище, което осигурява питейна вода на множество селища в котловината. По течението на река Карадаря са разположени градовете Узген в Киргизстан, Ханабад и Андижан в Узбекистан.

## Топографска карта
- К-42-Г М 1:500000[2]
- К-43-В М 1:500000[3]